# Chérencé-le-Héron
Chérencé-le-Héron település Franciaországban, Manche megyében. Lakosainak száma 438 fő (2022. január 1.). Chérencé-le-Héron Sainte-Cécile, La Chaise-Baudouin, La Chapelle-Cécelin, Saint-Jean-du-Corail-des-Bois, Saint-Martin-le-Bouillant, La Trinité és Villedieu-les-Poêles-Rouffigny községekkel határos.

## Népesség
A település népességének változása:
| Lakosok száma | 493  | 345  | 354  | 387  | 384  | 388  | 409  | 427  | 432  | 438  |
|               | 1968 | 1982 | 1990 | 2006 | 2013 | 2015 | 2017 | 2019 | 2020 | 2022 |